# بوخالفة
بوخالفة هي مدينة تابعة إقليمياً لبلدية تيزي وزو في ولاية تيزي وزو الجزائرية، وتقع قرب جبل رجاونة وقرية سيدي بالوة.

## رياضة

### الملاعب

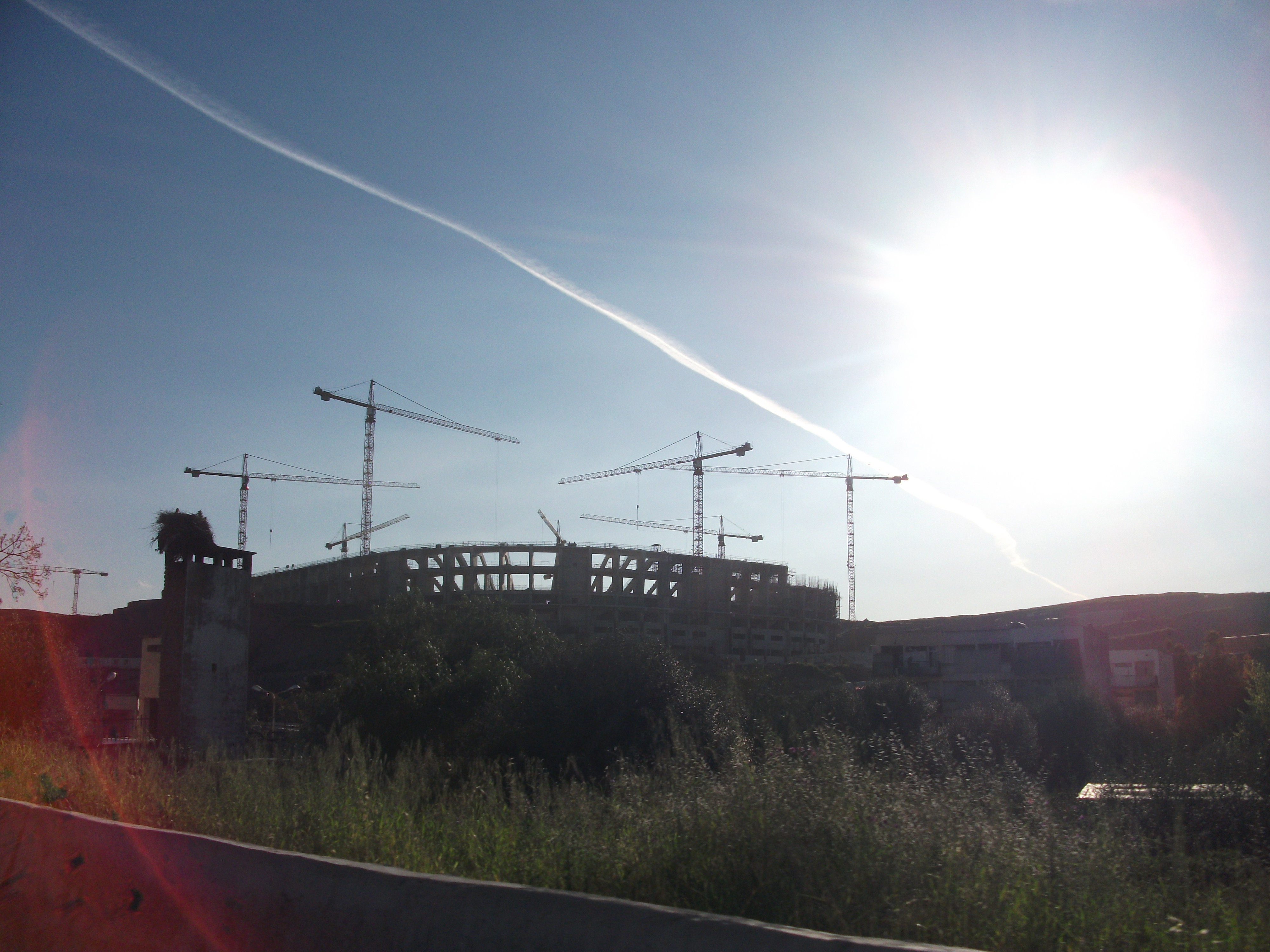
ملعب عبد القادر خالف
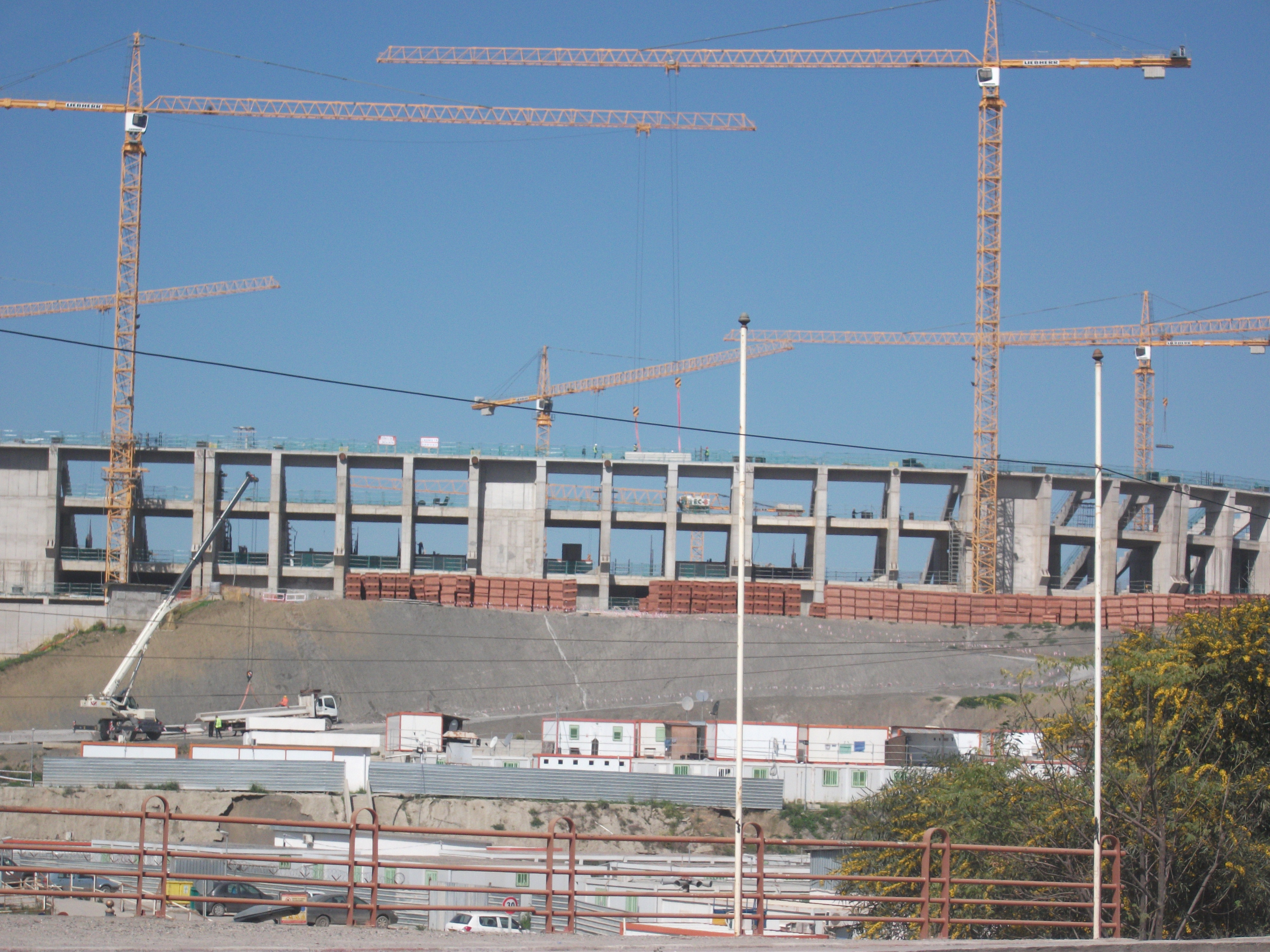
ملعب عبد القادر خالف
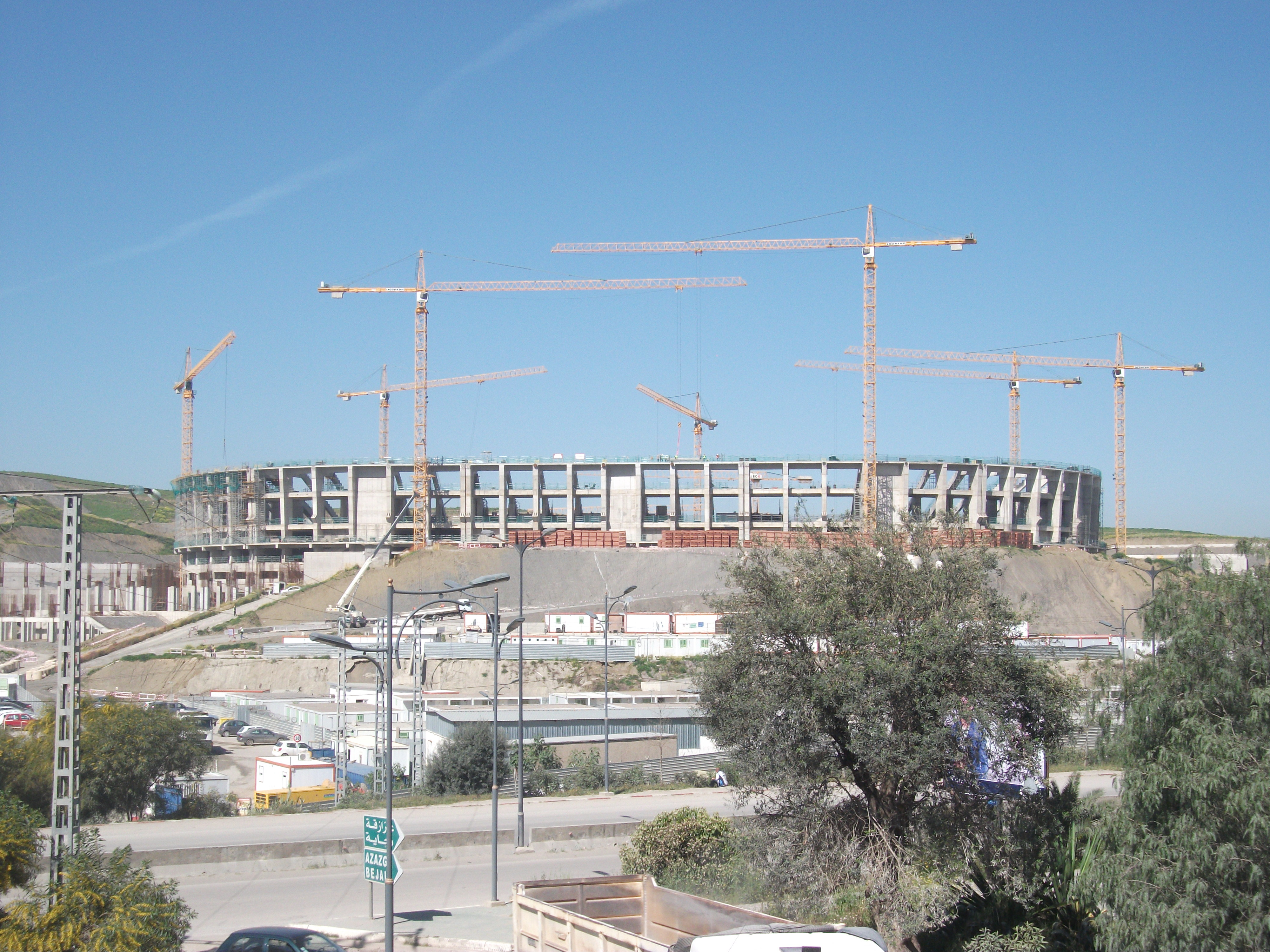
ملعب عبد القادر خالف

### النوادي
يضم إقليم مدينة بوخالفة العديد من نوادي كرة القدم، منها:
1. شباب بوخالفة

## شخصيات
- محمد بلحسين، صوفي وعسكري وسياسي جزائري.
- محمد بلحسين [الفرنسية]، طبيب وأكاديمي جزائري.
- رابح عصما، مغني جزائري.

## مكتبة الصور

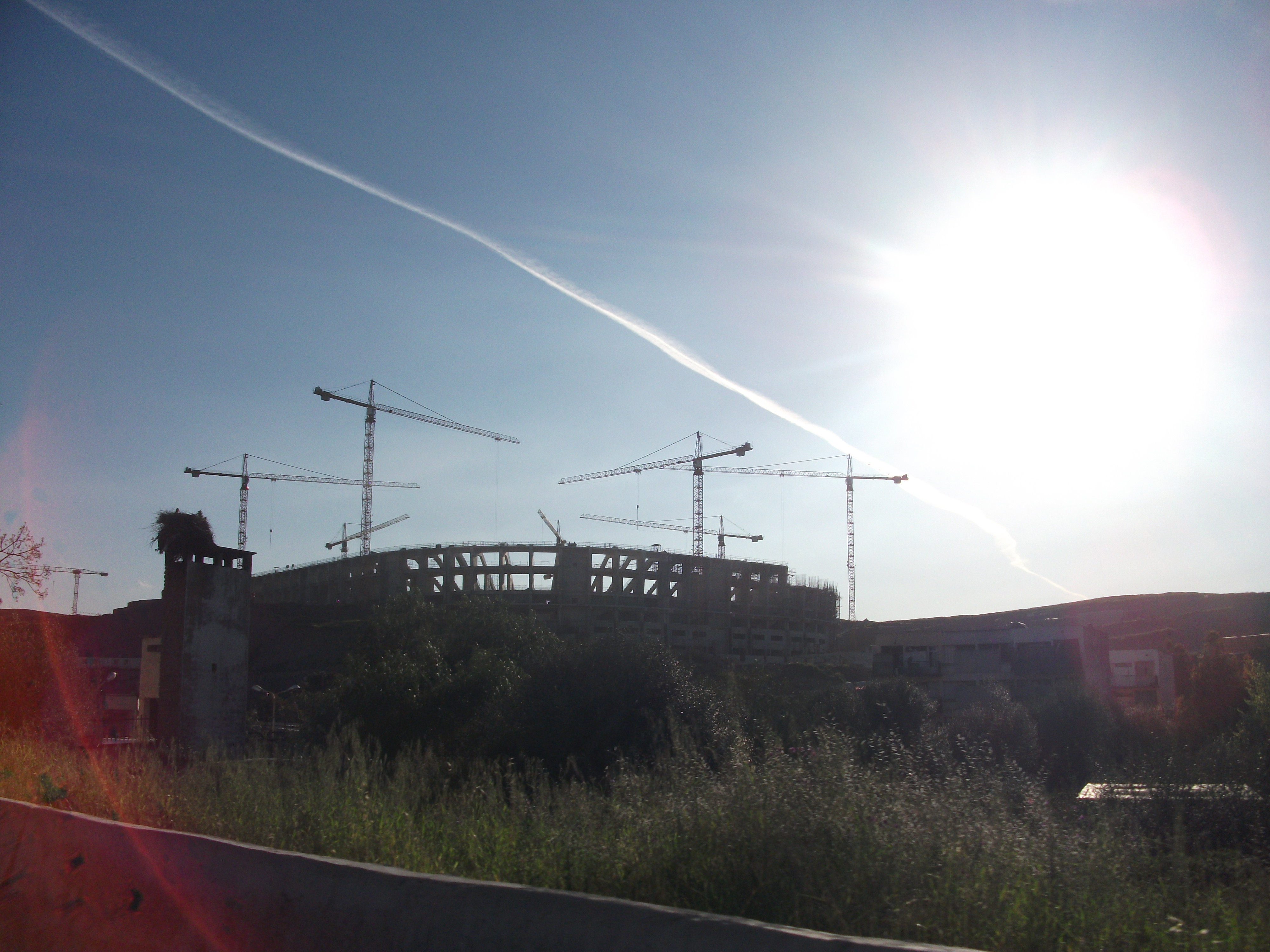
ملعب عبد القادر خالف
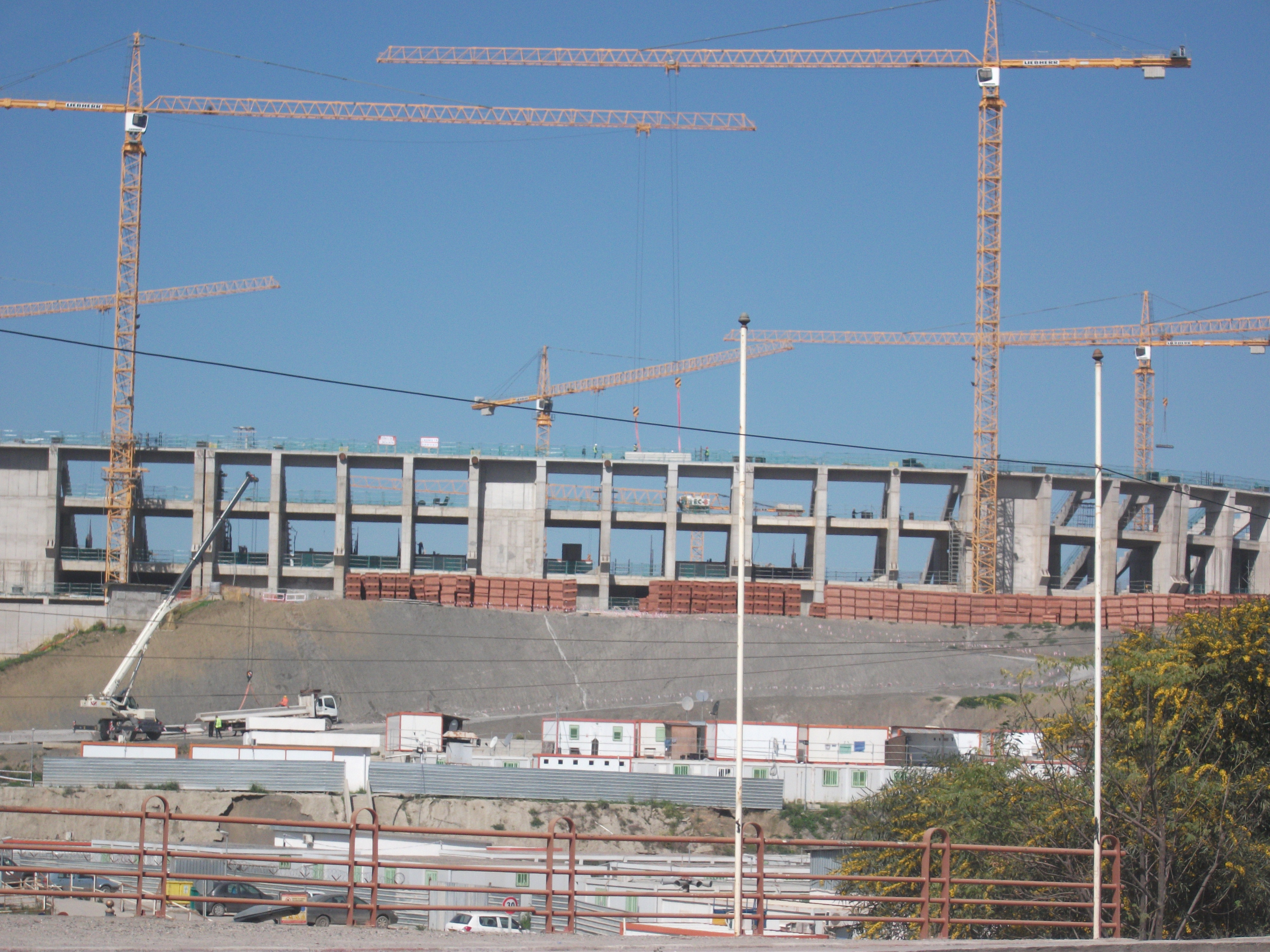
ملعب عبد القادر خالف
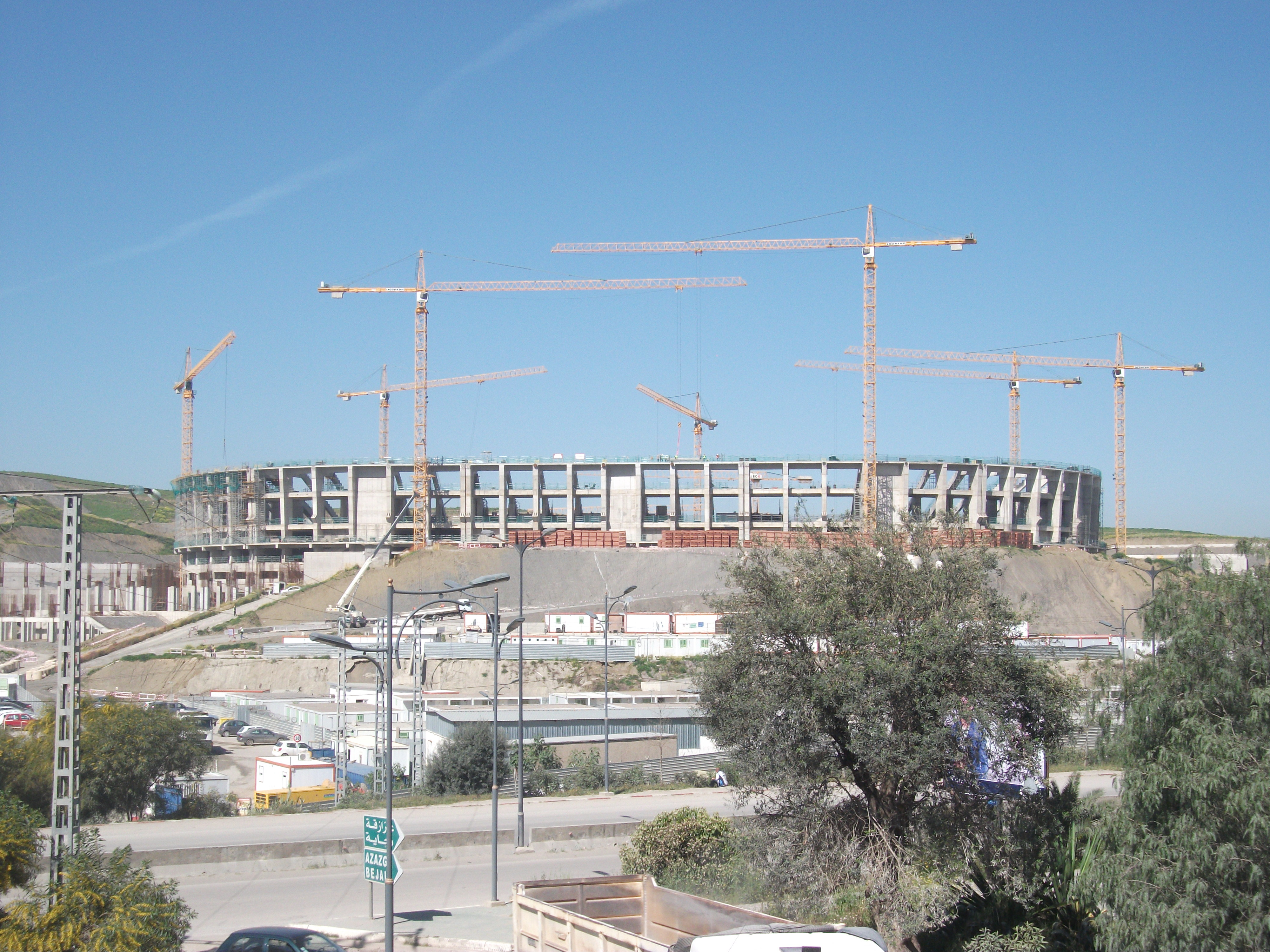
ملعب عبد القادر خالف
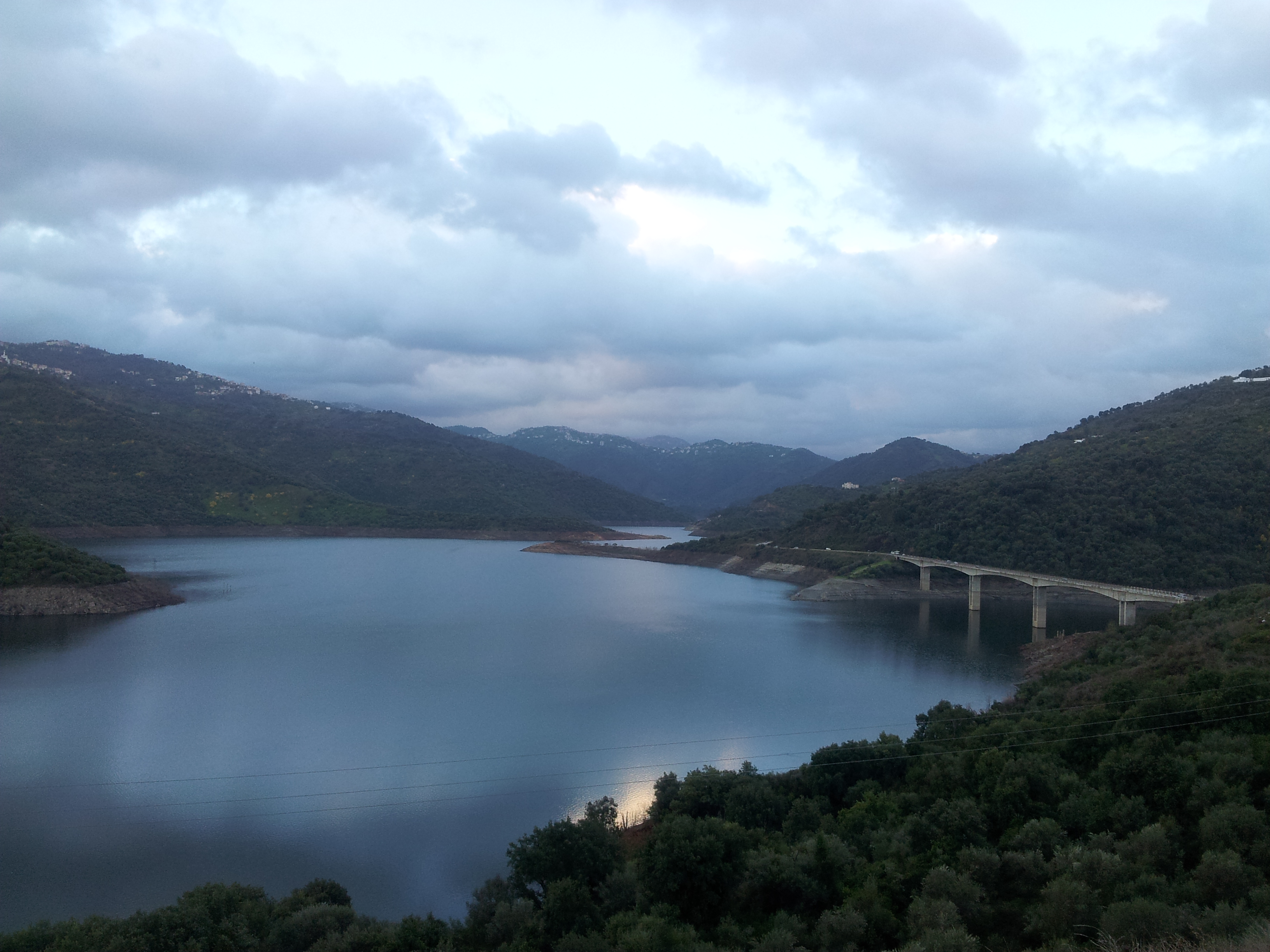
سد تاقسبت على وادي عيسي
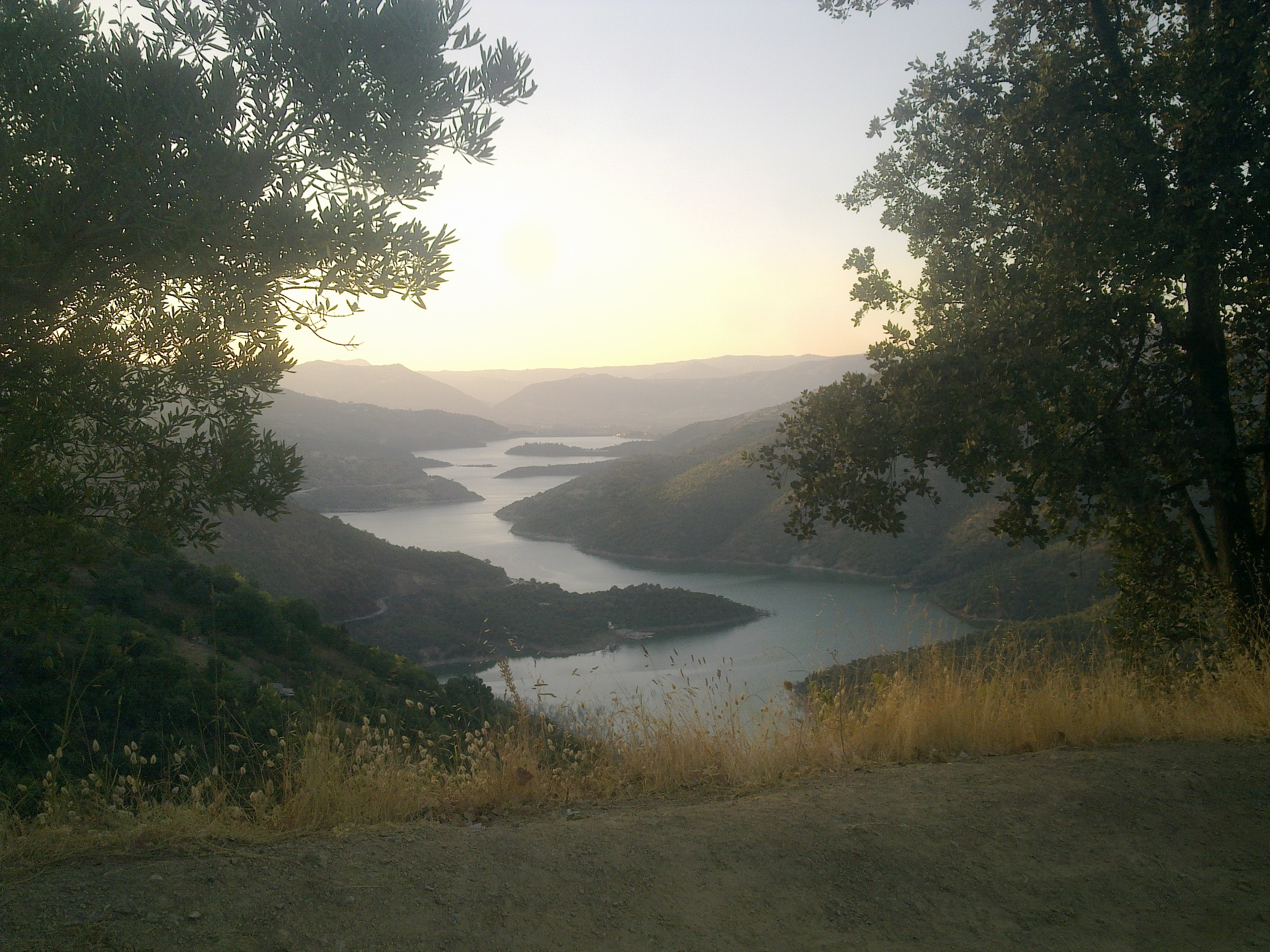
سد تاقسبت على وادي عيسي
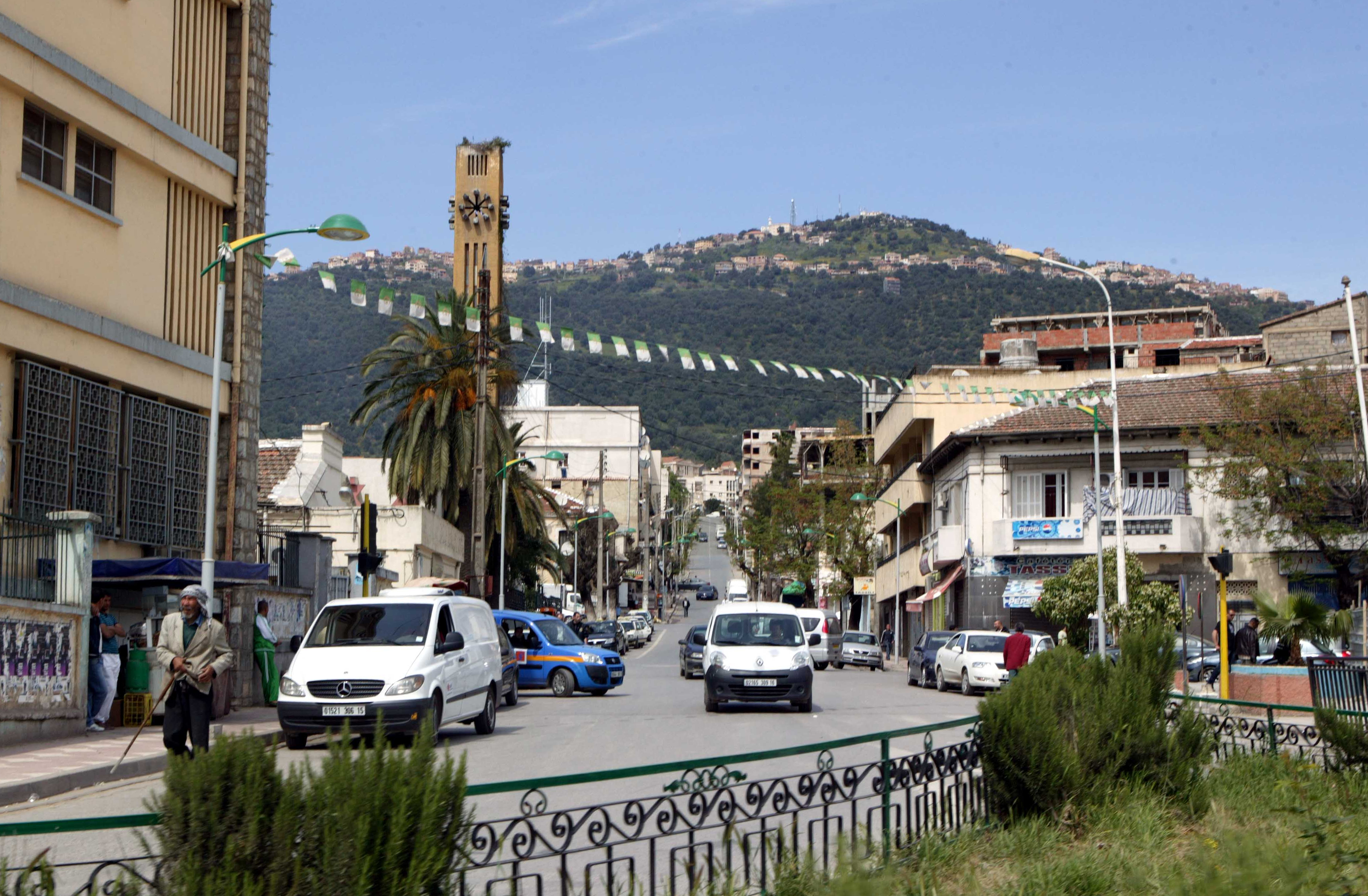
النقل في ولاية تيزي وزو
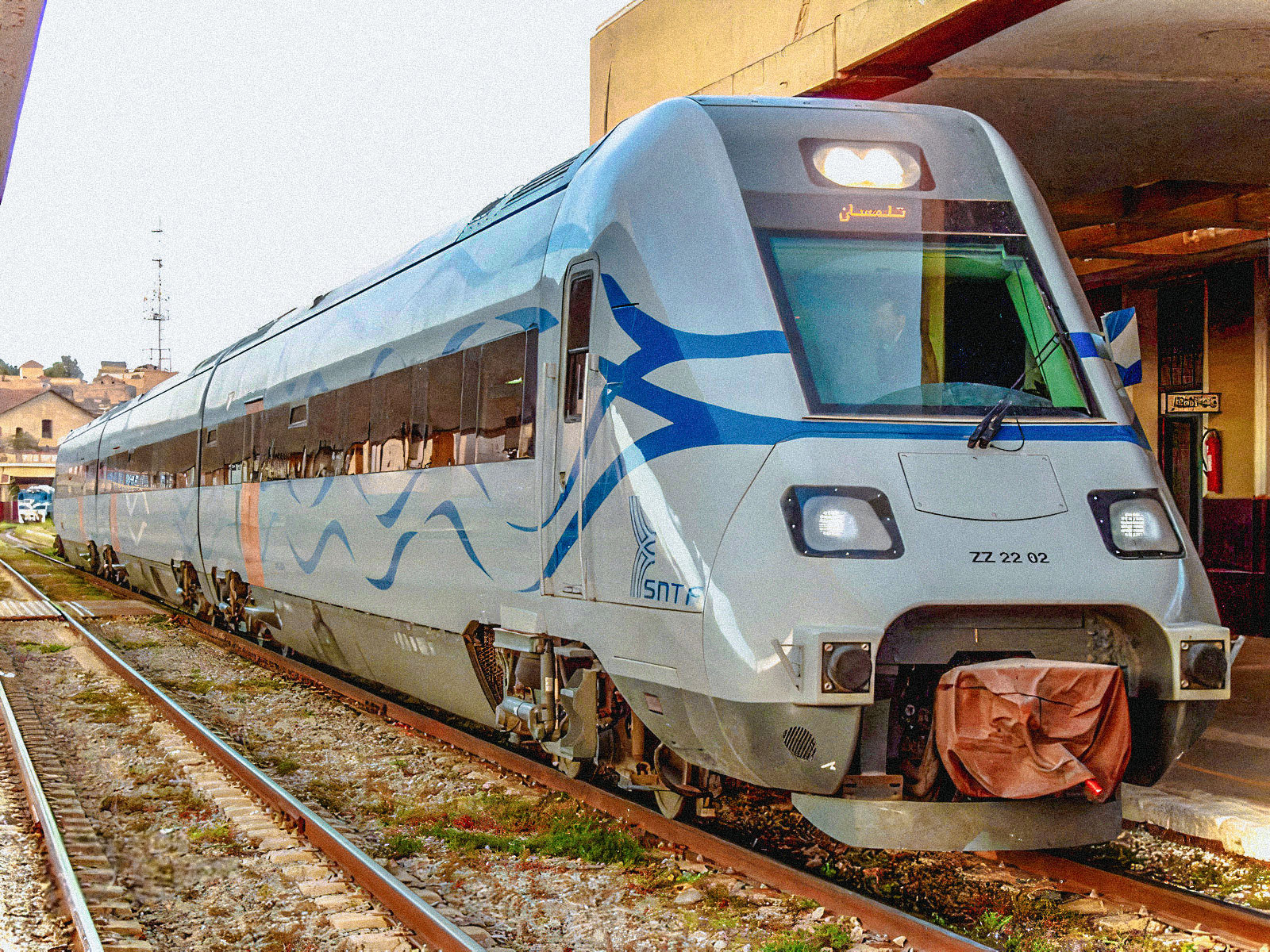
الشركة الوطنية للنقل بالسكك الحديدية
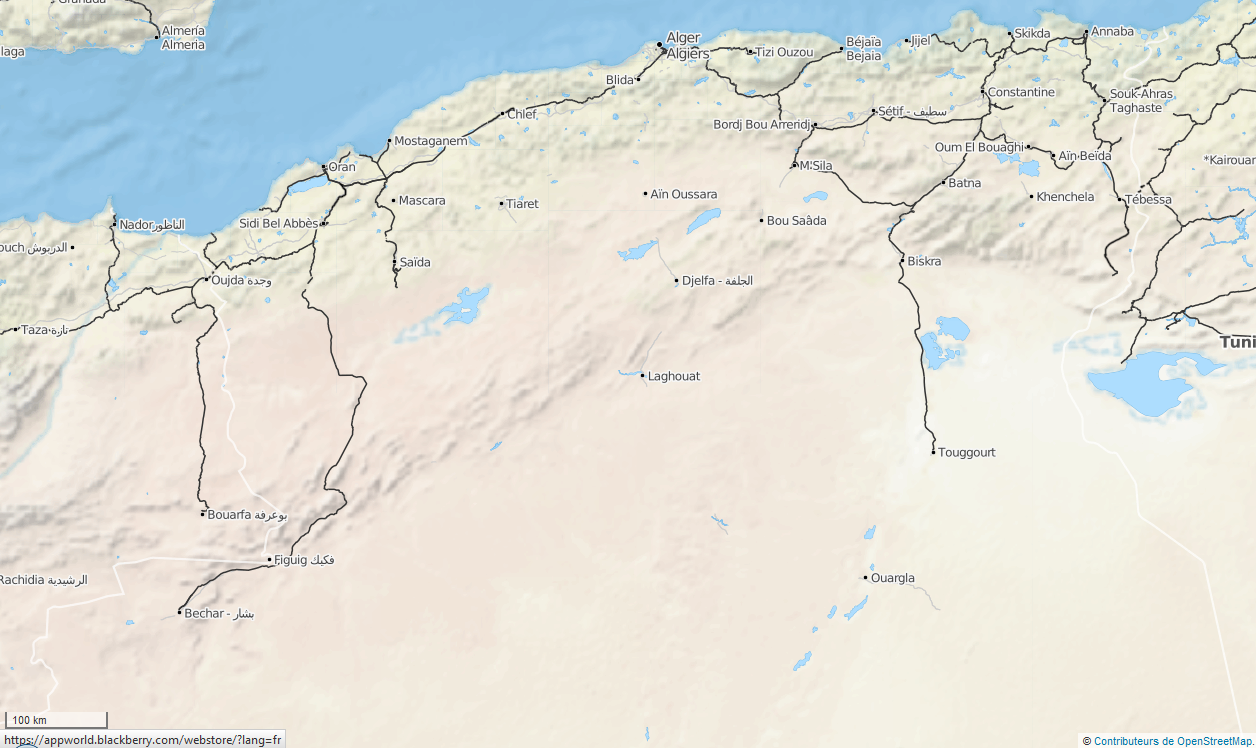
النقل بالسكة الحديدية في الجزائر [الفرنسية]

### مواضيع ذات صلة
- أحياء وقرى بلدية تيزي وزو
- محطة قطار بوخالفة